# Létavértes
Létavértes là một thành phố thuộc hạt Hajdú-Bihar, Hungary. Thành phố này có diện tích 116,62 km², dân số năm 2010 là 7119 người, mật độ 61 người/km².